# Yes Sir, That's My Baby
Pour les articles homonymes, voir Sir et Baby.
Pour le film américain Yes Sir, That's My Baby de 1949, voir Nous... les hommes.
Clip vidéo
[vidéo] « Yes Sir, That's My Baby - Coon-Sanders Nighthawk Orchestra », sur YouTube
Yes Sir, That's My Baby (Oui Monsieur, C'est Mon Bébé, en anglais) est un standard de jazz et de charleston américain, composée en 1925 par Walter Donaldson, avec des paroles de Gus Kahn,,, composée avec succès pour le célèbre chanteur de jazz américain de l'époque Eddie Cantor.

## Histoire
Cette chanson très populaire de charleston de l'Ère du Jazz des années 1920 aux États-Unis, est inspirée du jazz Nouvelle-Orléans-dixieland, sur le thème de la paternité et de la reconnaissance filiale : « Oui monsieur, c'est mon bébé maintenant, Oui, nous avons décidé, Non madame, on ne va pas le cacher, Quand nous marcherons vers le prêtre, je dirai, Oui monsieur, c'est mon bébé... ». Elle est reprise avec succès par de nombreux interprètes dont Nat King Cole, Count Basie, Frank Sinatra, Bing Crosby..., et pour de nombreuses musique de film de cinéma...
La chanson a été adaptée en 1926, en français, par Paul Briquet pour Maurice Chevalier sous le titre « Chacun son Truc ».

## Au cinéma
- 1942 : Broadway, de William A. Seiter
- 1944 : Étrange histoire, d'Alexander Hall, avec Cary Grant
- 1949 : Nous... les hommes (Yes Sir, That's My Baby) de George Sherman
- 1951 : La Femme de mes rêves, de Michael Curtiz
- 1953 : L'histoire d'Eddie Cantor, d'Alfred E. Green
- 1965 : Des clowns par milliers, de Fred Coe
- 1974 : Gatsby le Magnifique, de Jack Clayton, avec Robert Redford
- 1975 : Smile, de Michael Ritchie
- 1979 : Agatha, de Michael Apted, avec Dustin Hoffman
- 1986 : La Brûlure, de Mike Nichols, avec de Jack Nicholson
- 1998 : Les Moissons d'Irlande, de Pat O'Connor,